# Calochortus striatus
Calochortus striatus là một loài thực vật có hoa trong họ Liliaceae. Loài này được Parish miêu tả khoa học đầu tiên năm 1902.